# 吕奇龄
吕奇龄，字玄洲，號慕劬，山西平定州人，守禦所官籍。清朝政治人物。举人出身。

## 生平
崇禎十二年（1639年），吕奇龄舉己卯科山西鄉試。明亡仕清，順治十七年（1660年）任江南嘉定县知县。